# 柯漢
柯漢（1433年—？），字時昭，廣東潮州府潮阳县人，明朝政治人物、进士出身。

## 生平
廣東鄉試第七十一名，成化二年（1466年），登丙戌科进士，任泉州府推官，升衡州府同知。

## 家族
曾祖父柯子平。祖父柯孔祚。父亲柯克勤。母楊氏，继母黄氏。慈侍下。娶蕭氏。